# Viaducto del Metro de Charenton
El viaducto del Metro de Charenton es una obra de arte ferroviaria de tipo puente de vigas, ubicado en los departamentos de Francia del Valle del Marne en la región Isla de Francia. Conecta las comunas de Charenton-le-Pont y Maisons-Alfort atravesando el río Marne, la autopista A4 y la carretera departamental 103. Puesto en servicio en 1970, el viaducto es utilizado por los trenes de la línea 8 del metro de París. Se renovó por primera vez en 2011. 

## Ubicación
El viaducto parte de la estación de Charenton-Écoles y llega hasta la estación École vétérinaire de Maisons-Alfort.  Pasa por la carretera  departamental 103, la autopista A4, y el río Marne. Dado que Charenton-le-Pont se encuentra en una colina que domina del río Marne, tiene una pendiente para compensar el desnivel entre la estación de partida y la de llegada.La obra cuenta con dos túneles que permiten a la línea 8 volver a pasar bajo tierra.
Los puentes cercanos son el puente de Charenton, al este, y el viaducto ferroviario de la línea de París-Lyon a Marsella-Saint-Charles, al oeste. La estructura se encuentra a sólo unos cien metros de donde se unen los ríos Marne y Sena.

## Características técnicas

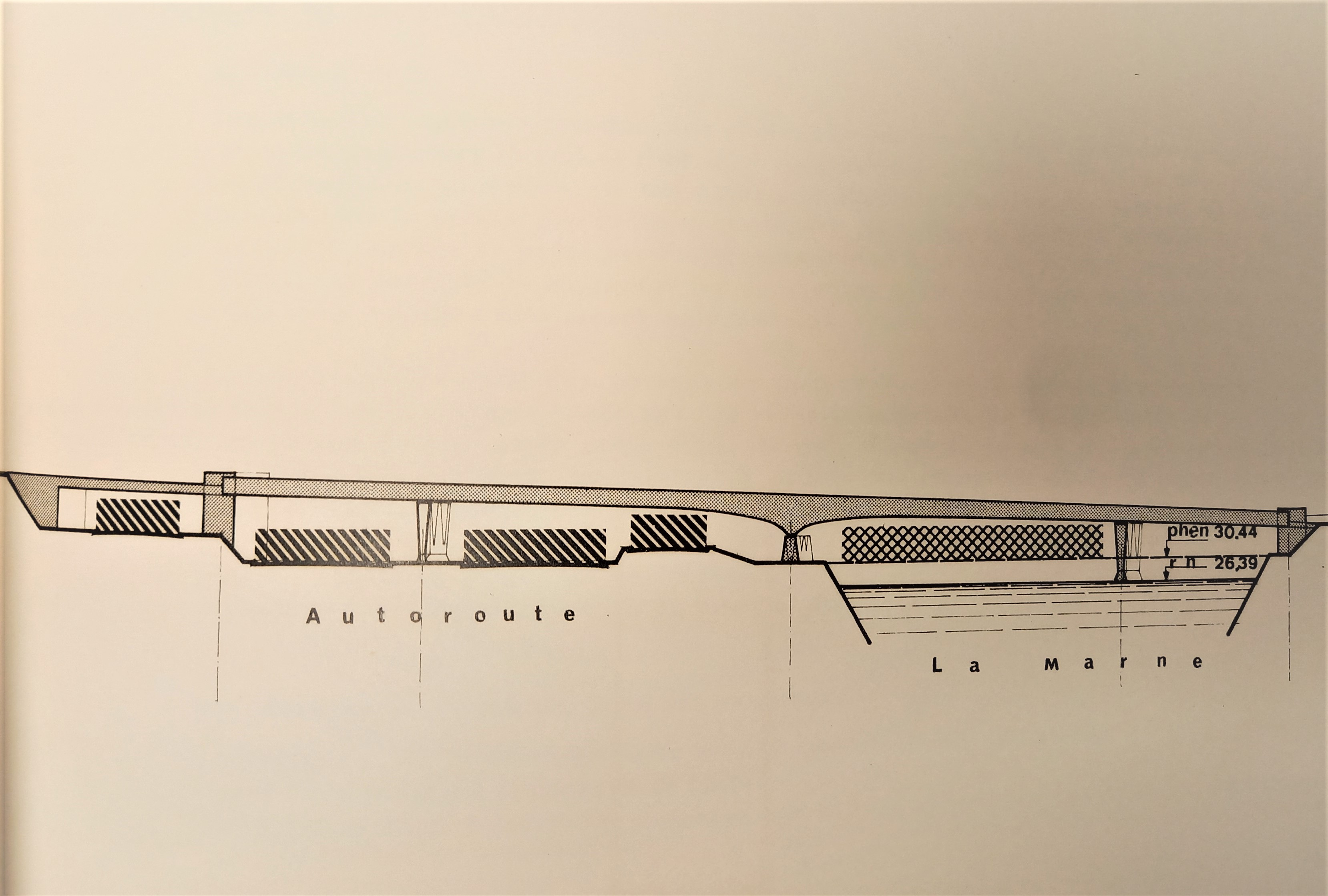
Corte longitudinal de la obra

La longitud del viaducto es de 199 m con una altura de 15.05 m entre el riel y el nivel del agua. La construcción se encuentra en una pendiente continua de 41 mm/m que llega hasta Maisons-Alfort. Se compone de dos tramos centrales de 55.5 m y de dos tramos laterales de 30 m. Toda la estructura se apoya en seis bases construidas sobre tres pilas de hormigón; una de ellas se encuentra en el lecho del río.  
El tablero de acero se construyó con fines estéticos para embellecer el paisaje. Se constituye de una viga horizontal que se sostiene de dos vigas verticales sólidas situadas entre las dos vías de circulación. Estas vigas permiten reducir el ruido de las ruedas al girar, ya que dirigen la parte inferior de los trenes. La vía está construida sobre una losa de cimentación y  balasto.

## Historia
Debido a los embotellamientos del puente de Charenton, en 1965 se decidió prolongar la línea 8 desde Charenton-Écoles hasta Maisons-Alfort y Créteil.Para esto, la línea tenía que atravesar el río Marne. Sin embargo, el desnivel entre ambas orillas era demasiado para que fuera posible pasar al nivel del río, considerando que Charenton se localiza en una   solución elegida fue un trayecto elevado por medio de un viaducto, el primero en el metro parisiense desde 1909.

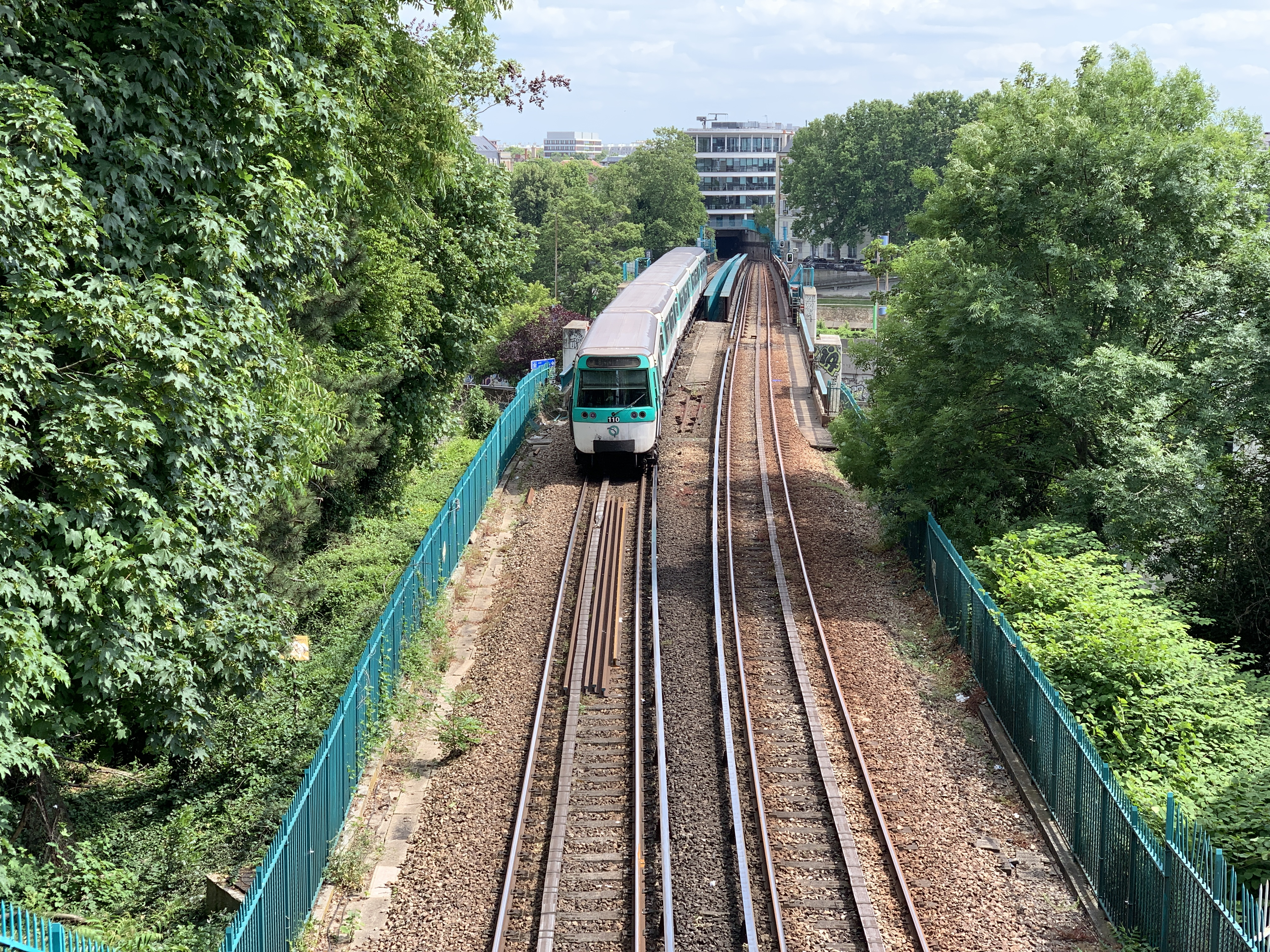
Un MF 77 cruza el viaducto en dirección a París.

Esta extensión, prevista desde la década de 1930, se había pospuesto a causa de la Segunda Guerra Mundial. Anticipando la construcción del metro, desde 1937 se habían expropiado inmuebles en la calle de París, en Charenton, específicamente el Hotel Plessis-Bellière.La parte elevada de la plaza Jules Nöel y la plaza Valois, así como las propiedades que la rodean fueron construidas en donde se ubicaban los edificios demolidos.
La construcción del viaducto comenzó en la primavera de 1968 con la edificación de pilas. Las vigas metálicas se instalaron en el mes de junio de 1969 y la obra finalizó en el mes de noviembre, lo que permitió realizar pruebas con la ayuda de cinco trenes Sprague-Thomson. La obra se abrió al público el 19 de septiembre de 1970, con la extensión de la línea 8 de Charenton-Écoles a Maisons-Alfort-Stade. 
Debido a las obras de extensión de la línea 8 a Pointe du Lac, el viaducto estuvo cerrado durante los veranos de 2010 y 2011. En este periodo se ofreció un medio de transporte de reemplazo. El objetivo de los trabajos de renovación era mejorar el aislamiento acústico de la obra y adaptarla al tráfico relacionado con la extensión.Después de retirar las vías y el balasto, el pavimento fue recubierto con un revestimiento antivibraciones de caucho, el cual permite reducir la contaminación acústica en 10 decibeles con el paso de cada tren. En esta ocasión, el viaducto se pintó y se le dio un color azul verdoso que reemplazó el gris azulado original. El costo total de la obra alcanzó los cuatro millones de euros.

## Artículos relacionados
- Línea 8 del Metro de París

- Datos: Q102047714
- Multimedia: Viaduc métro 8 de Charenton / Q102047714